# Franz Xaver Haberl
Franz Xaver Haberl (Oberellenbach, 12 aprile 1840 – Ratisbona, 5 settembre 1910) è stato uno scrittore, musicologo e organista tedesco.
Fu uno studioso ed esperto della musica polifonica sacra del Quattrocento, del Cinquecento e del Seicento.

## Biografia
Haberl era il figlio di un insegnante di Oberellenbach (Bassa Baviera).
Studiò a Passau al seminario episcopale e nel 1862 fu ordinato sacerdote a Monaco di Baviera; durante questo periodo Haberl completò anche la pubblicazione del 4 ° volume della Musica Divina del suo defunto insegnante Karl Proske.
Nel 1867 divenne organista della chiesa di S. Maria dell'Anima a Roma. Iniziò in quel periodo l'attività di ricerca musicologica, e gli studi sulla musica vocale, soprattutto corale. Sempre a Roma, conobbe Franz Liszt, Lorenzo Perosi ed entrò in contatto con il movimento per la musica sacra guidato dal cardinale Domenico Bartolini.
Nel 1871 fu nominato maestro di cappella del duomo di Ratisbona, dove fondò la Scuola di Musica Sacra. Nel 1876 pubblicò il Cäcilien-Kalender, di cui mutò il nome in Kirchenmusikalischen Jahrbuch nel 1886. Nel 1879 fondò la Società Palestrina e nel 1899 ricevette l'incarico di presidente dell'Allgemeine Cäcilienverein. Per la società Palestrina curò, sino al decimo volume, la monumentale edizione delle opere complete di Giovanni Pierluigi da Palestrina, giunta sino al tomo 33 nel 1894. Curò anche una parte dell'edizione delle opere di Orlando di Lasso.
Fu nominato canonico onorario della Cattedrale di Palestrina nel 1879 ed eletto nel 1899 presidente dell'Associazione Generale Ceciliana tedesca. L'Università di Würzburg gli conferì nel 1889 il dottorato teologico onorario.

## Opere principali
- Magister choralis. Theoretisch praktische Anweisung zum Gregorianischen Kirchengesange nach den Grundsätzen des Enchiridion chorale und Organum von J. G. Mettenleiter für Geistliche, Organisten, Seminarien und Cantoren, bearbeitet von F. X. Haberl., Ratisbona, 1864;
- Organum comitans ad Graduale Romanum, quod sub auspiciis sanctissimi Domini nostri Pii. PP. IX. curavit sacrorum rituum congregatio. Proprium et Commune Sanctorum necnon festa pro aliquibus locis transposita et harmonice ornata, Ratisbona, 1875;
- Angelo Bertalotti's fünfzig zweistimmige Solfeggien, Ratisbona, 1881;
- Wilhelm du Fay, Lipsia, 1885;
- Repertorium Musicae Sacrae ex auctoribus saeculi XVI. et XVII., 1886;
- Musica Divina, sive thesaurus concentuum selectissimorum omni cultui divino totius anni, juxta ritum Sanctae Ecclesiae Catholicae inserventium, Ratisbona, 1886;
- Die römische „schola cantorum“ und die päpstlichen Kapellsänger bis zur Mitte des 16. Jahrhunderts, Lipsia, 1888;
- Officium hebdomadae sanctae et octavae paschae / Die Feier der heiligen Char- und Osterwoche. Lateinisch und deutsch für Gebet und Gesang., Ratisbona, 1887;
- Bibliographischer und thematischer Musikkatalog des päpstlichen Kapellarchives im Vatikan zu Rom, Lipsia, 1888;
- Psalterium vespertinum. Psalmi ad vesperas et completorium per totius anni cursum, mediationum et finalium initiis digestis ad majorem psallentium commoditatem concinnati, Ratisbona, 1888;
- Collectio Musices Organicae ex operibus Hieronymi Frescobaldi, Lipsia, 1889;
- Organum comitans ad Vesperale Romanum, quod curavit sub auspiciis sanctissimi Domini nostri Pii PP. IX. sacrorum rituum congregatio, Ratisbona, 1877;
- Kleines Gradual- und Meßbuch. Ein Gebet- und Betrachtungsbuch für Kirchensänger und gebildete Laien, Ratisbona, 1892.